# Джеймс Олівер Кервуд
Джеймс Олівер Кервуд (англ. James Oliver Curwood; 12 червня 1878, Оуоссо, Мічиґан, США — 13 серпня 1927, там само) — американський письменник, натураліст, мандрівник, захисник природи.

## Біографія
Джеймс Олівер Кервуд народився 12 червня 1878 року в маленькому містечку Оуоссо (штат Мічиґан, США) на кордоні з Канадою й був третьою дитиною в родині (старші брат і сестра — Джеймс Моран Кервуд і Абіґейл (Ґріффін) Кервуд). Його батько був нащадком відомого англійського письменника-мариніста Фредерика Маррієта (1798–1848), мати — дочкою вождя індіанського племені могавків.
|  | Моя прабабуся була донькою індіанця з племені могавків. |

Дитинство майбутнього письменника пройшло в місцевості Вермілліон (Vermillion, Огайо) поблизу озера Ері. Судячи з автобіографії, Кервуд мріяв стати автором з раннього дитинства. Хоча йому й не вистачало навичок письма, юний Джеймс Олівер написав роман з 200 000 слів коли йому було 9 років.
Перший опублікований твір Кервуда з'явився 23 листопада 1894 року в місцевій газеті «Арґус» («The Argus»).
Джеймс Олівер не був беручким до науки, тому він був виключений зі школи. У 16 років здійснив велосипедний тур багатьма південними штатами, у 17 подорожував у вагоні з продажу готових лікарських засобів. Після мандрівок Кервуд повернувся до Мічиґану і впродовж двох років (1898–1900) навчався в університеті Мічиґану. Протягом наступних восьми років працював кореспондентом, а згодом редактором газети «Ньюз Трібюн» («News-Tribune») в Детройті.
Кервуд писав оповідання, поєднуючи розповіді про природу і пригоди. Його оповідання вийшли за межі газети та почали регулярно друкувати в популярних журналах, як-от «Gray Goose Magazine», «Munsey's Magazine», «Outing» та «Good Housekeeping». Окрім цього, письменник вклав понад сто ескізів до ілюстрованого щотижневого журналу Френка Леслі «Тижневик Френка Леслі» («Leslie's Weekly» — виходив у США з 1852 по 1922 р.).
Починаючи з 1906 року Джеймс Олівер Кервуд почав писати романи, а рік по тому він залишає свою посаду редактора для того, щоб присвятити увесь свій час письменству. Його перший роман «Мужність капітана Плюма» з'явився в 1908 році. Того ж року вийшов роман «Мисливці на вовків», обидва опубліковані видавництвом «Боббс-Меррілл» («Bobbs-Merrill Company», розташовувалась в Індіанаполісі, штат Індіана). Після цього вирушив в тривалу відпустку до Гудзонової затоки, у місцевість, що стала панівною пристрастю в його житті.
Смерть спіткала письменника під час роботи над романом «Зелений ліс». У 1927 році під час риболовлі у Флориді Джеймса Кервуда вкусив павук. Письменник внаслідок цього помер 13 серпня 1927 року від зараження крові (сепсису) в своєму рідному Оуоссо.

## Твори
| - 1908 — «Мужність капітана Плюма» («The Courage of Captain Plum») - 1908 — «Мисливці на вовків» («The Wolf Hunters») - 1909 — «Великі озера» («The Great Lakes») - 1909 — «Золотошукачі» («The Gold Hunters») - 1910 — «Небезпечний шлях» («The Danger Trail») - 1911 — «Честь Великих Снігів» («The Honor of the Big Snows») - 1911 — «Steele of the Royal Mounted» - 1912 — «Квітка Півночі» («The Flower of the North») - 1913 — «Ізобель: Романтика Північних шляхів» («Isobel: A Romance of the Northern Trail») - 1914 — «Казан» («Kazan») - 1915 — «Країна Бога і жінка» («God's Country and the Woman») - 1916 — «The Hunted Woman» - 1916 — «Король Ґрізлі» («The Grizzly King») (Львів: ВСЛ, 2013) - 1917 — «Барі, син Казана» («Baree, Son of Kazan») - 1918 — «Мужність Мардж О'Дун» («The Courage of Marge O'Doone») - 1919 — «Бродяги Півночі» («Nomads of the North») | - 1919 — «The River's End» - 1920 — «Повернення до країни Бога» («Back to God's Country») - 1920 — «Долина безмовних людей» («The Valley of Silent Men») - 1921 — «Країна Бога - шлях до щастя» («God's Country - The Trail to Happiness») - 1921 — «Золота петля» («The Golden Snare») - 1921 — «Ліс у полум'ї» («The Flaming Forest») - 1922 — «У нетрах Півночі» («The Country Beyond») - 1923 — «Житель Аляски» («The Alaskan») - 1924 — «Джентльмен відваги» («A Gentleman of Courage») - 1925 — «Давнє шосе» («The Ancient Highway») - 1926 — «Блискавичний» («Swift Lightning») - 1926 — «Чорний мисливець» («The Black Hunter») - 1928 — «Рівнини Авраама» («The Plains of Abraham») - 1929 — «The Crippled Lady of Peribonka» - 1930 — «Зелений ліс» («Green Timber») - 1930 — «Син лісів» («Son of the Forests») - 1931 — «Falkner of the Inland Seas» |

## Цікаві факти
- Перш ніж написати повість «Бродяги Півночі» Джеймс Кервуд провів три роки серед лісових звірів, вивчаючи їхні повадки.[1]